# Mistrzostwa Świata w Hokeju na Lodzie Kobiet 2022 (II Dywizja)
Mistrzostwa Świata w Hokeju na Lodzie Kobiet II Dywizji 2022 rozegrane zostały w dniach 3–8 kwietnia (Dywizja IIA) oraz 17–22 maja (Dywizja IIB).
Do mistrzostw II Dywizji przystąpiło 10 zespołów, które zostały podzielone na dwie grupy po pięć zespołów. Dywizja II Grupa A swoje mecze rozgrywała w (Jace) w Hiszpanii, natomiast Dywizja II Grupa B w Zagrzebiu w Chorwacji. Reprezentacje rywalizowały systemem każdy z każdym.
Hale, w których zorganizowano zawody:
- Pabellon de Hielo w Jaca – Dywizja IIA,
- Dvorana Velesajam w Zagrzebiu – Dywizja IIB.

## Grupa A
Do mistrzostw świata I dywizji w 2023 z Dywizji IIA awansowała najlepsza reprezentacja. Ostatni zespół został zdegradowany.
| 3 kwietnia 2022 | Chińskie Tajpej | 0:8 | Wielka Brytania | Pabellon de Hielo, Jaca |

| Szczegóły      | Szczegóły   | Szczegóły       | Szczegóły | Szczegóły                                                                                      |
| -------------- | ----------- | --------------- | --- | ---------------------------------------------------------------------------------------------- |
| Godzina: 16:00 |             | (0:2, 0:2, 0:4) | 01:16 (EQ) A. Headland 15:12 (EQ) C. Traill 24:23 (PP) C. Traill 26:43 (EQ) L. Beal 55:43 (PP) J.-L. Bloom 57:12 (PP) B. Hill 58:15 (PP2) L. Adams 59:17 (PP) E. Harris | Widzów: 150 Sędzia główny: Rita Rygh Sędziowie liniowi: Claudia De La Pompa Carrera Katja Mrak |
| Godzina: 16:00 | 16 min. kar |                 | 8 min. kar | Widzów: 150 Sędzia główny: Rita Rygh Sędziowie liniowi: Claudia De La Pompa Carrera Katja Mrak |

| 3 kwietnia 2022 | Łotwa | 0:1 pk. | Hiszpania | Pabellon de Hielo, Jaca |

| Szczegóły      | Szczegóły   | Szczegóły                 | Szczegóły            | Szczegóły                                                                                  |
| -------------- | ----------- | ------------------------- | -------------------- | ------------------------------------------------------------------------------------------ |
| Godzina: 20:00 |             | (0:0, 0:0, 0:0, 0:0, 0:1) | 65:00 (GWG) V. Muñoz | Widzów: 300 Sędzia główny: Hollie Neenan Sędziowie liniowi: Alexandra Kohl Danielle Rostan |
| Godzina: 20:00 | 10 min. kar |                           | 12 min. kar          | Widzów: 300 Sędzia główny: Hollie Neenan Sędziowie liniowi: Alexandra Kohl Danielle Rostan |

| 4 kwietnia 2022 | Meksyk | 2:4 | Chińskie Tajpej | Pabellon de Hielo, Jaca |

| Szczegóły      | Szczegóły                               | Szczegóły       | Szczegóły                                                                           | Szczegóły                                                                                  |
| -------------- | --------------------------------------- | --------------- | ----------------------------------------------------------------------------------- | ------------------------------------------------------------------------------------------ |
| Godzina: 16:00 | J. Rojas (EQ) 11:38 N. Amaya (EQ) 15:03 | (2:1, 0:1, 0:2) | 16:35 (SH) Wang H. 37:26 (EQ) Yeh H.-C. 41:45 (EQ) Huang Y.-C. 59:30 (EQ) Yeh H.-C. | Widzów: 117 Sędzia główny: Charlotte Hurley Sędziowie liniowi: Bernadett Holzer Katja Mrak |
| Godzina: 16:00 | 14 min. kar                             |                 | 6 min. kar                                                                          | Widzów: 117 Sędzia główny: Charlotte Hurley Sędziowie liniowi: Bernadett Holzer Katja Mrak |

| 5 kwietnia 2022 | Meksyk | 2:8 | Łotwa | Pabellon de Hielo, Jaca |

| Szczegóły      | Szczegóły                                 | Szczegóły       | Szczegóły | Szczegóły                                                                                           |
| -------------- | ----------------------------------------- | --------------- | --- | --------------------------------------------------------------------------------------------------- |
| Godzina: 16:00 | C. Téllez (EQ) 29:40 M. Chávez (EQ) 47:29 | (0:2, 1:3, 1:3) | 05:07 (EQ) L. Rulle 19:47 (EQ) B. Kurme 33:14 (EQ) L. Miljone 33:40 (EQ) A. Kubliņa 39:58 (EQ) K. Yip-Chuck 48:33 (EQ) A. Lagzdiņa 48:45 (EQ) J. Mihejenko 51:25 (EQ) L. Miljone | Widzów: 104 Sędzia główny: Rita Rygh Sędziowie liniowi: Claudia De La Pompa Carrera Danielle Rostan |
| Godzina: 16:00 | 16 min. kar                               |                 | 6 min. kar | Widzów: 104 Sędzia główny: Rita Rygh Sędziowie liniowi: Claudia De La Pompa Carrera Danielle Rostan |

| 5 kwietnia 2022 | Wielka Brytania | 3:1 | Hiszpania | Pabellon de Hielo, Jaca |

| Szczegóły      | Szczegóły                                                       | Szczegóły       | Szczegóły               | Szczegóły                                                                                      |
| -------------- | --------------------------------------------------------------- | --------------- | ----------------------- | ---------------------------------------------------------------------------------------------- |
| Godzina: 20:00 | C. Jackson (EQ) 14:40 L. Adams (EQ) 56:57 K. Marsden (SH) 59:40 | (1:1, 0:0, 2:0) | 04:28 (EQ) S. Scilipoti | Widzów: 487 Sędzia główny: Charlotte Hurley Sędziowie liniowi: Bernadett Holzer Alexandra Kohl |
| Godzina: 20:00 | 12 min. kar                                                     |                 | 20 min. kar             | Widzów: 487 Sędzia główny: Charlotte Hurley Sędziowie liniowi: Bernadett Holzer Alexandra Kohl |

| 6 kwietnia 2022 | Chińskie Tajpej | 5:6 pd. | Łotwa | Pabellon de Hielo, Jaca |

| Szczegóły      | Szczegóły | Szczegóły            | Szczegóły | Szczegóły                                                                              |
| -------------- | --- | -------------------- | --- | -------------------------------------------------------------------------------------- |
| Godzina: 16:00 | Lin Y.-N. (EQ) 16:31 Pan H.-N. (EQ) 18:56 Huang Y.-C. (PP) 23:05 Hsieh C.-C. (EQ) 26:18 Huang Y.-C. (EQ) 29:19 | (2:1, 3:0, 0:4, 0:1) | 11:26 (EQ) L. Miljone 52:30 (EQ) K. Yip-Chuck 53:52 (EQ) K. Yip-Chuck 57:46 EQ) L. Miljone 58:07 (EQ) K. Yip-Chuck 60:27 (EQ) L. Miljone | Widzów: 97 Sędzia główny: Hollie Neenan Sędziowie liniowi: Bernadett Holzer Katja Mrak |
| Godzina: 16:00 | 4 min. kar |                      | 12 min. kar | Widzów: 97 Sędzia główny: Hollie Neenan Sędziowie liniowi: Bernadett Holzer Katja Mrak |

| 7 kwietnia 2022 | Wielka Brytania | 3:0 | Meksyk | Pabellon de Hielo, Jaca |

| Szczegóły      | Szczegóły                                                        | Szczegóły       | Szczegóły  | Szczegóły                                                                                                   |
| -------------- | ---------------------------------------------------------------- | --------------- | ---------- | --- |
| Godzina: 16:00 | S. Allen (EQ) 41:40 S. Allen (EQ) 44:59 R. Cartwright (EQ) 50:08 | (0:0, 0:0, 3:0) |            | Widzów: 128 Sędzia główny: Charlotte Hurley Sędziowie liniowi: Claudia De La Pompa Carrera Bernadett Holzer |
| Godzina: 16:00 | 4 min. kar                                                       |                 | 6 min. kar | Widzów: 128 Sędzia główny: Charlotte Hurley Sędziowie liniowi: Claudia De La Pompa Carrera Bernadett Holzer |

| 7 kwietnia 2022 | Hiszpania | 4:1 | Chińskie Tajpej | Pabellon de Hielo, Jaca |

| Szczegóły      | Szczegóły                                                                            | Szczegóły       | Szczegóły          | Szczegóły                                                                              |
| -------------- | ------------------------------------------------------------------------------------ | --------------- | ------------------ | -------------------------------------------------------------------------------------- |
| Godzina: 20:00 | E. Aizpurúa (EQ) 30:41 V. Serrano (EQ) 43:16 V. Muñoz (PP) 49:09 E. Ramos (EQ) 56:53 | (0:1, 1:0, 3:0) | 16:17 (SH) Wang H. | Widzów: 624 Sędzia główny: Rita Rygh Sędziowie liniowi: Alexandra Kohl Danielle Rostan |
| Godzina: 20:00 | 4 min. kar                                                                           |                 | 4 min. kar         | Widzów: 624 Sędzia główny: Rita Rygh Sędziowie liniowi: Alexandra Kohl Danielle Rostan |

| 8 kwietnia 2022 | Łotwa | 0:4 | Wielka Brytania | Pabellon de Hielo, Jaca |

| Szczegóły      | Szczegóły   | Szczegóły       | Szczegóły                                                                        | Szczegóły                                                                                                 |
| -------------- | ----------- | --------------- | -------------------------------------------------------------------------------- | --- |
| Godzina: 16:00 |             | (0:1, 0:0, 0:3) | 09:05 (EQ) K. Henry 43:38 (EQ) K. Gale 47:43 (EQ) E. Harris 51:06 (PP2) L. Adams | Widzów: 184 Sędzia główny: Charlotte Hurley Sędziowie liniowi: Claudia De La Pompa Carrera Alexandra Kohl |
| Godzina: 16:00 | 10 min. kar |                 | 6 min. kar                                                                       | Widzów: 184 Sędzia główny: Charlotte Hurley Sędziowie liniowi: Claudia De La Pompa Carrera Alexandra Kohl |

| 8 kwietnia 2022 | Hiszpania | 0:2 | Meksyk | Pabellon de Hielo, Jaca |

| Szczegóły      | Szczegóły  | Szczegóły       | Szczegóły                               | Szczegóły                                                                              |
| -------------- | ---------- | --------------- | --------------------------------------- | -------------------------------------------------------------------------------------- |
| Godzina: 20:00 |            | (0:1, 0:0, 0:1) | 12:37 (EQ) J. Rojas 59:20 (EQ) N. Amaya | Widzów: 864 Sędzia główny: Hollie Neenan Sędziowie liniowi: Katja Mrak Danielle Rostan |
| Godzina: 20:00 | 2 min. kar |                 | 6 min. kar                              | Widzów: 864 Sędzia główny: Hollie Neenan Sędziowie liniowi: Katja Mrak Danielle Rostan |

Tabela
| Lp. | Zespół          | M | Pkt | Z | Zd | Pd | P | G+ | G- | +/− |
| --- | --------------- | - | --- | - | -- | -- | - | -- | -- | --- |
| 1   | Wielka Brytania | 4 | 12  | 4 | 0  | 0  | 0 | 18 | 1  | +17 |
| 2   | Łotwa           | 4 | 6   | 1 | 1  | 1  | 1 | 14 | 12 | +2  |
| 3   | Hiszpania       | 4 | 5   | 1 | 1  | 0  | 2 | 6  | 6  | 0   |
| 4   | Chińskie Tajpej | 4 | 4   | 1 | 0  | 1  | 2 | 10 | 20 | -10 |
| 5   | Meksyk          | 4 | 3   | 1 | 0  | 0  | 3 | 6  | 15 | -9  |
| 6   | Korea Północna  | 0 | 0   | 0 | 0  | 0  | 0 | 0  | 0  | 0   |

    = awans do Dywizji IB     = utrzymanie w Dywizji IIA     = spadek do Dywizji IIB
Statystyki indywidualne
- Klasyfikacja strzelców:  Līga Miljone: 5 gole[1]
- Klasyfikacja asystentów:  Kathryn Marsden: 5 asyst[2]
- Klasyfikacja kanadyjska:  Līga Miljone: 7 punktów[3]
- Klasyfikacja kanadyjska obrońców:  Casey Traill: 3 punkty[4]
- Klasyfikacja +/−:  Krista Yip-Chuck: +6[5]
- Klasyfikacja skuteczności interwencji bramkarzy:  Nicole Jackson: 97,87%[6]
- Klasyfikacja średniej goli straconych na mecz bramkarzy:  Nicole Jackson: 0,33
- Klasyfikacja minut kar:  Natalia Amaya
 Laima Lukasevica: 8 minut[7]

Nagrody indywidualne
Dyrektoriat turnieju wybrał trójkę najlepszych zawodników, po jednym na każdej pozycji:
- Bramkarz:  Alba Gonzalo
- Obrońca:  Casey Traill
- Napastnik:  Līga Miljone

## Grupa B
Do dywizji A z Dywizji B awansowała najlepsza reprezentacja. Ostatni zespół został zdegradowany.
| 17 maja 2022 | Południowa Afryka | 1:10 | Islandia | Dvorana Velesajam, Zagrzeb |

| Szczegóły      | Szczegóły                   | Szczegóły       | Szczegóły | Szczegóły                                                                          |
| -------------- | --------------------------- | --------------- | --- | ---------------------------------------------------------------------------------- |
| Godzina: 16:00 | D. van Doesburgh (PP) 56:56 | (0:5, 0:3, 1:2) | 04:46 (EQ) S. Árnadóttir 07:13 (EQ) B. Hjaltested 10:49 (PP) S. Björgvinsdóttir 14:09 (EQ) S. Björgvinsdóttir 18:07 (EQ) H. Bergsdóttir 23:06 (EQ) K. Björnsdóttir 26:33 (EQ) S. Björgvinsdóttir 34:11 (EQ) H. Bergsdóttir 41:31 (EQ) G. Jóhannsdóttir 51:57 (EQ) S. Björgvinsdóttir | Widzów: 6 Sędzia główny: İlkşen Acar Sędziowie liniowi: Fatima Al-Ali Monika Szpyt |
| Godzina: 16:00 | 2 min. kar                  |                 | 6 min. kar | Widzów: 6 Sędzia główny: İlkşen Acar Sędziowie liniowi: Fatima Al-Ali Monika Szpyt |

| 17 maja 2022 | Australia | 7:0 | Turcja | Dvorana Velesajam, Zagrzeb |

| Szczegóły      | Szczegóły | Szczegóły       | Szczegóły  | Szczegóły                                                                                           |
| -------------- | --- | --------------- | ---------- | --------------------------------------------------------------------------------------------------- |
| Godzina: 19:45 | S. Sammons (EQ) 10:24 S. Sammons (EQ) 19:58 N. Sharp (EQ) 22:24 M. Pethrick (PP) 24:17 N. Sharp (EQ) 51:25 M. Pethrick (EQ) 52:42 M. Clark-Crumpton (EQ) 57:59 | (2:0, 2:0, 3:0) |            | Widzów: 15 Sędzia główny: Ulrike Winklmayr Sędziowie liniowi: Helina Anttila Kaitlyn van de Wijgert |
| Godzina: 19:45 | 2 min. kar |                 | 2 min. kar | Widzów: 15 Sędzia główny: Ulrike Winklmayr Sędziowie liniowi: Helina Anttila Kaitlyn van de Wijgert |

| 18 maja 2022 | Chorwacja | 2:3 | Południowa Afryka | Dvorana Velesajam, Zagrzeb |

| Szczegóły      | Szczegóły                                | Szczegóły       | Szczegóły                                                               | Szczegóły                                                                                   |
| -------------- | ---------------------------------------- | --------------- | ----------------------------------------------------------------------- | ------------------------------------------------------------------------------------------- |
| Godzina: 18:00 | N. Matak (EQ) 24:16 D. Stolar (PP) 50:38 | (0:0, 1:1, 1:2) | 27:35 (EQ) J. Meyer 45:01 (EQ) C. Schuurman 50:58 (EQ) D. van Doesburgh | Widzów: 13 Sędzia główny: Ramunė Maleckienė Sędziowie liniowi: Fatima Al-Ali Jennifer Vicha |
| Godzina: 18:00 | 8 min. kar                               |                 | 6 min. kar                                                              | Widzów: 13 Sędzia główny: Ramunė Maleckienė Sędziowie liniowi: Fatima Al-Ali Jennifer Vicha |

| 19 maja 2022 | Islandia | 3:2 | Turcja | Dvorana Velesajam, Zagrzeb |

| Szczegóły      | Szczegóły                                                                           | Szczegóły       | Szczegóły                                  | Szczegóły                                                                                 |
| -------------- | ----------------------------------------------------------------------------------- | --------------- | ------------------------------------------ | ----------------------------------------------------------------------------------------- |
| Godzina: 16:00 | R. Kjartansdóttir (EQ) 13:29 S. Árnadóttir (EQ) 23:08 S. Björgvinsdóttir (EQ) 42:11 | (1:0, 1:2, 1:0) | 25:50 (PP2) B. Tayğar 35:55 (EQ) B. Tayğar | Widzów: 9 Sędzia główny: Ramunė Maleckienė Sędziowie liniowi: Helina Anttila Monika Szpyt |
| Godzina: 16:00 | 14 min. kar                                                                         |                 | 0 min. kar                                 | Widzów: 9 Sędzia główny: Ramunė Maleckienė Sędziowie liniowi: Helina Anttila Monika Szpyt |

| 19 maja 2022 | Chorwacja | 0:13 | Australia | Dvorana Velesajam, Zagrzeb |

| Szczegóły      | Szczegóły  | Szczegóły       | Szczegóły | Szczegóły                                                                                      |
| -------------- | ---------- | --------------- | --- | ---------------------------------------------------------------------------------------------- |
| Godzina: 19:45 |            | (0:4, 0:6, 0:3) | 02:21 (EQ) M. Clark-Crumpton 04:22 (EQ) I. Malcolm 09:35 (EQ) S. Green 17:19 (EQ) K. Tihema 20:23 (PP) M. Pethrick 20:31 (EQ) S. Sammons 25:18 (EQ) M. Clark-Crumpton 30:13 (EQ) C. Mahoney 37:37 (EQ) C. Mahoney 39:53 (EQ) E. Davis-Tope 47:48 (EQ) L. Kiliwnik 48:05 (EQ) C. Mahoney 53:57 (EQ) M. Pullin | Widzów: 13 Sędzia główny: İlkşen Acar Sędziowie liniowi: Kaitlyn van de Wijgert Jennifer Vicha |
| Godzina: 19:45 | 8 min. kar |                 | 2 min. kar | Widzów: 13 Sędzia główny: İlkşen Acar Sędziowie liniowi: Kaitlyn van de Wijgert Jennifer Vicha |

| 20 maja 2022 | Południowa Afryka | 0:17 | Australia | Dvorana Velesajam, Zagrzeb |

| Szczegóły      | Szczegóły  | Szczegóły       | Szczegóły | Szczegóły                                                                                         |
| -------------- | ---------- | --------------- | --- | ------------------------------------------------------------------------------------------------- |
| Godzina: 18:00 |            | (0:5, 0:6, 0:6) | 02:06 (EQ) M. Clark-Crumpton 05:59 (EQ) K. van der Wolf 14:09 (EQ) M. Clark-Crumpton 15:54 (EQ) I. Malcolm 18:12 (EQ) K. van der Wolf 22:29 (EQ) K. van der Wolf 26:12 (EQ) L. Kiliwnik 29:28 (EQ) A. Aparicio 29:48 (EQ) E. Davis-Tope 34:51 (EQ) M. Clark-Crumpton 36:56 (EQ) S. Sammons 47:50 (EQ) S. Cochrane 48:43 (EQ) E. Davis-Tope 49:53 (EQ) K. van der Wolf 55:36 (EQ) E. Davis-Tope 59:23 (EQ) L. Kiliwnik 59:52 (EQ) K. van der Wolf | Widzów: 6 Sędzia główny: Ulrike Winklmayr Sędziowie liniowi: Fatima Al-Ali Kaitlyn van de Wijgert |
| Godzina: 18:00 | 0 min. kar |                 | 2 min. kar | Widzów: 6 Sędzia główny: Ulrike Winklmayr Sędziowie liniowi: Fatima Al-Ali Kaitlyn van de Wijgert |

| 21 maja 2022 | Turcja | 10:0 | Południowa Afryka | Dvorana Velesajam, Zagrzeb |

| Szczegóły      | Szczegóły | Szczegóły       | Szczegóły  | Szczegóły                                                                                  |
| -------------- | --- | --------------- | ---------- | ------------------------------------------------------------------------------------------ |
| Godzina: 16:00 | D. Lökbaş (EQ) 00:35 D. Lökbaş (EQ) 10:33 H. Dursun (PP) 14:26 B. Demirkol (EQ) 22:03 B. Tayğar (EQ) 40:26 D. Lökbaş (EQ) 40:48 A. Koçak (EQ) 44:16 D. Lökbaş (EQ) 47:16 S. Güven (EQ) 53:07 A. Koçak (EQ) 55:45 | (3:0, 1:0, 6:0) |            | Widzów: 9 Sędzia główny: Ramunė Maleckienė Sędziowie liniowi: Fatima Al-Ali Helina Anttila |
| Godzina: 16:00 | 4 min. kar |                 | 8 min. kar | Widzów: 9 Sędzia główny: Ramunė Maleckienė Sędziowie liniowi: Fatima Al-Ali Helina Anttila |

| 21 maja 2022 | Islandia | 11:1 | Chorwacja | Dvorana Velesajam, Zagrzeb |

| Szczegóły      | Szczegóły | Szczegóły       | Szczegóły           | Szczegóły                                                                                 |
| -------------- | --- | --------------- | ------------------- | ----------------------------------------------------------------------------------------- |
| Godzina: 19:45 | J. Guðbjartsdóttir (EQ) 01:57 S. Björgvinsdóttir (EQ) 04:56 S. Björgvinsdóttir (EQ) 19:20 S. Árnadóttir (EQ) 22:25 H. Geirsdóttir (EQ) 23:55 B. Leifsdóttir (EQ) 30:00 S. Björgvinsdóttir (EQ) 31:57 S. Björgvinsdóttir (EQ) 43:13 B. Hjaltested (EQ) 43:43 R. Kjartansdóttir (EQ) 49:22 B. Hjaltested (SH) 57:46 | (3:0, 4:0, 4:1) | 58:13 (PP) E. Čavka | Widzów: 17 Sędzia główny: Ulrike Winklmayr Sędziowie liniowi: Monika Szpyt Jennifer Vicha |
| Godzina: 19:45 | 4 min. kar |                 | 2 min. kar          | Widzów: 17 Sędzia główny: Ulrike Winklmayr Sędziowie liniowi: Monika Szpyt Jennifer Vicha |

| 22 maja 2022 | Australia | 1:2 pk. | Islandia | Dvorana Velesajam, Zagrzeb |

| Szczegóły      | Szczegóły                  | Szczegóły                 | Szczegóły                                                    | Szczegóły                                                                                 |
| -------------- | -------------------------- | ------------------------- | ------------------------------------------------------------ | ----------------------------------------------------------------------------------------- |
| Godzina: 16:00 | K. van der Wolf (EQ) 47:31 | (0:0, 0:1, 1:0, 0:0, 0:1) | S. Björgvinsdóttir (EQ) 37:37 S. Björgvinsdóttir (GWG) 65:00 | Widzów: 13 Sędzia główny: Ulrike Winklmayr Sędziowie liniowi: Helina Anttila Monika Szpyt |
| Godzina: 16:00 | 4 min. kar                 |                           | 6 min. kar                                                   | Widzów: 13 Sędzia główny: Ulrike Winklmayr Sędziowie liniowi: Helina Anttila Monika Szpyt |

| 22 maja 2022 | Turcja | 16:3 | Chorwacja | Dvorana Velesajam, Zagrzeb |

| Szczegóły      | Szczegóły | Szczegóły       | Szczegóły                                                          | Szczegóły                                                                                      |
| -------------- | --- | --------------- | ------------------------------------------------------------------ | ---------------------------------------------------------------------------------------------- |
| Godzina: 19:45 | S. Alex (EQ) 04:31 A. Koçak (EQ) 11:22 D. Lökbaş (EQ) 17:45 D. Lökbaş (EQ) 21:30 T. Demir (EQ) 23:00 A. Koçak (EQ) 24:51 D. Lökbaş (EQ) 27:20 B. Tayğar (EQ) 31:25 D. Lökbaş (EQ) 32:01 S. Güven (EQ) 38:52 E. Oğuz (EQ) 41:24 I. Gerez (EQ) 44:20 S. Güven (EQ) 47:33 S. Kutluca (PP) 50:17 H. Tüzgen (EQ) 51:29 D. Lökbaş (EQ) 51:35 | (3:2, 7:1, 6:0) | 12:13 (EQ) D. Stolar 14:22 (EQ) D. Stolar 28:13 (PP) M. Marinković | Widzów: 15 Sędzia główny: İlkşen Acar Sędziowie liniowi: Kaitlyn van de Wijgert Jennifer Vicha |
| Godzina: 19:45 | 4 min. kar |                 | 4 min. kar                                                         | Widzów: 15 Sędzia główny: İlkşen Acar Sędziowie liniowi: Kaitlyn van de Wijgert Jennifer Vicha |

Tabela
| Lp. | Zespół            | M | Pkt | Z | Zd | Pd | P | G+ | G- | +/− |
| --- | ----------------- | - | --- | - | -- | -- | - | -- | -- | --- |
| 1   | Islandia          | 4 | 11  | 3 | 1  | 0  | 0 | 26 | 5  | +21 |
| 2   | Australia         | 4 | 10  | 3 | 0  | 1  | 0 | 38 | 2  | +36 |
| 3   | Turcja            | 4 | 6   | 2 | 0  | 0  | 2 | 28 | 13 | +15 |
| 4   | Południowa Afryka | 4 | 3   | 1 | 0  | 0  | 3 | 4  | 39 | -35 |
| 5   | Chorwacja         | 4 | 0   | 0 | 0  | 0  | 4 | 6  | 43 | -37 |
| 6   | Nowa Zelandia     | 0 | 0   | 0 | 0  | 0  | 0 | 0  | 0  | 0   |

      = awans do II dywizji grupy A    = utrzymanie w Dywizji IIB     = spadek do III dywizji grupy A
Statystyki indywidualne
- Klasyfikacja strzelców:  Dilara Lökbaş: 9 goli[9]
- Klasyfikacja asystentów:  Michelle Clark-Crumpton
 Betül Tayğar: 7 asyst[10]
- Klasyfikacja kanadyjska:  Dilara Lökbaş: 14 punktów[11]
- Klasyfikacja kanadyjska obrońców:  Sema Güven: 6

punktów
- Klasyfikacja +/−:  Michelle Clark-Crumpton: +15[13]
- Klasyfikacja skuteczności interwencji bramkarzy:  Tina Girdler: 100,00%[14]
- Klasyfikacja średniej goli straconych na mecz bramkarzy:  Tina Girdler: 0,00 bramki
- Klasyfikacja minut kar:  Sema Güven
 Dalene Rhode: 6 minut[15]

Nagrody indywidualne
Dyrektoriat turnieju wybrał trójkę najlepszych zawodników, po jednym na każdej pozycji:
- Bramkarz:  Birta Helgudóttir
- Obrońca:  Rylie Ellis
- Napastnik:  Silvia Björgvinsdóttir